# Bâgé-Dommartin
Bâgé-Dommartin è un comune francese sito nel dipartimento dell'Ain, nella region Alvernia-Rodano-Alpi. Si tratta di un comune di nuova costituzione che dal 1º gennaio 2018 è stato creato con la fusione tra Bâgé-la-Ville e Dommartin.
Situato a una decina di chilometri da Mâcon, a una ventina da Bourg-en-Bresse e a circa 70 chilometri da Lione, Bâgé-Dommartin gode d'una situazione geografica particolare che gli permette di usufruire dei grandi assi di comunicazione, potendosi così  sviluppare.

## Storia

### Simboli
Lo stemma è stato adottato il 14 novembre 2019 riprendendo in parte quello di Bâgé-la-Ville aggiungendo un riferimento a Dommartin.
Il leone rappresenta il feudo di Bâgé (Baugé in epoca medievale). Il secondo quarto riprende lo stemma della famiglia de Loëze, con una croce di Malta che ricorda la presenza dei Cavalieri di San Lazzaro ad Aigrefeuille e degli Ospitalieri di San Giovanni di Gerusalemme a Épaisse e a La Vavrette. L'inquartato di argento e di rosso rappresenta la famiglia dei Feillens-Vologna, signori di Chanay (Dommartin) nel XIII secolo. Nell'ultimo quarto è il blasone della famiglia Aymon de Montépin (Bâgé-la-Ville) del XV secolo.